# 祥云县第四中学
25°26′10″N 100°47′22″E / 25.43604°N 100.78950°E
祥云县第四中学，简称祥云四中，是一所位于云南省大理白族自治州祥云县下庄镇的县属普通高级中学，为云南省唯一一所地处乡镇的云南省一级二等完全中学。前身为祥云县立初级中学第一分校。

## 历史
1944年，因当地仅县城有一所中学，学生升学困难，李鉴洲、普兆三、陈有栋和普之宝等人四处游说在下庄创办初中，但祥云县政府未批准。因而自行筹措经费、建造校舍，于1945年6月在龙润乡（今下庄镇）维新街中心小学旁建立了祥云县立初级中学第一分校（祥中分校）。建校之初教员仅2人，职工4人；同年6月招收了42名学生，8月开课。1946年2月，获云南省教育厅批准办学。同年3月陈有栋被推选为首任校长，7月改称主任。1948年，中共云南省委先后安排了一大批共产党员、民青成员、革命知识分子到分校任教并开展革命工作。
1949年春，因学校大部分师生参加革命，祥中分校停办，同年7月滇西人民自卫团地方行政委员会将停办的祥中分校与马街云程中学合并恢复开办，在水口建立滇西复兴中学，招收学生三级4班，共155人。开学仅两周，国民党保安五团对云南驿进行“清剿”，学校被冲散。至分校结束时，累计有约200名学生在分校就读。当年，分校先后有160余师生加入武装斗争和地方工作。
1958年8月，贯彻党中央“全党全民办学”的方针，祥云县委决定在祥中分校旧址建立祥云县第三初级中学，9月开学。因区划变革，同年11月学校改称祥云县第六初级中学，1961年2月改回。
1961年12月，调整为“半耕半读”学校，搬迁至品甸。1962年6月，决定将祥云三中并入祥云二中，8月合并完成。
1976年秋，祥云县第四中学在祥云三中的旧址上恢复，招收高中2个班。1981年停止高中招生，1992年恢复。
1996年3月，被评为云南省二级三等完全中学。
2003年3月，与楚雄一中结为友好学校。
2004年，征地253亩，开始建设新校区。2005年9月高二年级600余师生迁往新校区。新老校区共占地达300亩，为当时大理州占地最大的中学。
2005年9月起停止初中招生。
2007年由台湾王建煊发起，浙江新华爱心教育基金会与祥云四中共同设立的“珍珠班”开始招生。
2009年6月，被评为云南省一级三等高级中学，2013年5月，被评为云南省一级二等高级中学。
2016年10月，祥云四中改扩建项目启动，规划投资6615万元。2018年9月，新老校区集中至新校区办学。老校区则由合并后的下庄一中、下庄二中使用。
2020年7月，被教育部认定为2019年全国青少年校园网球特色学校。

## 历任学校领导
| 姓名   | 任期                 | 备注                 |
| ------ | -------------------- | -------------------- |
| 陈有栋 | 1945年6月—1949年8月  | 祥中分校校长、主任   |
| 胡佑国 | 1958年11月—1960年8月 | 祥云三中负责人       |
| 胡式文 | 1960年9月—1962年8月  | 祥云三中副校长       |
| 王洪祥 | 1976年9月—1977年3月  | 祥云四中革委会负责人 |
| 周河霖 | 1977年4月—1978年7月  | 祥云四中革委会副主任 |
| 高成凤 | 1979年4月－1987年8月 | 祥云四中校长         |
| 张克民 | 1987年9月－2001年8月 | 祥云四中校长         |
| 杨国旺 | 2003年9月－2020年9月 | 祥云四中校长         |
| 吴映辉 | 2020年至今           | 祥云四中校长         |

## 校园文化
中国人民解放军滇桂黔边纵队第八支队纪念碑（2005年建成），以及边纵第八支队司令员李鉴洲、后勤处长普兆三之墓位于祥云四中新校区内。

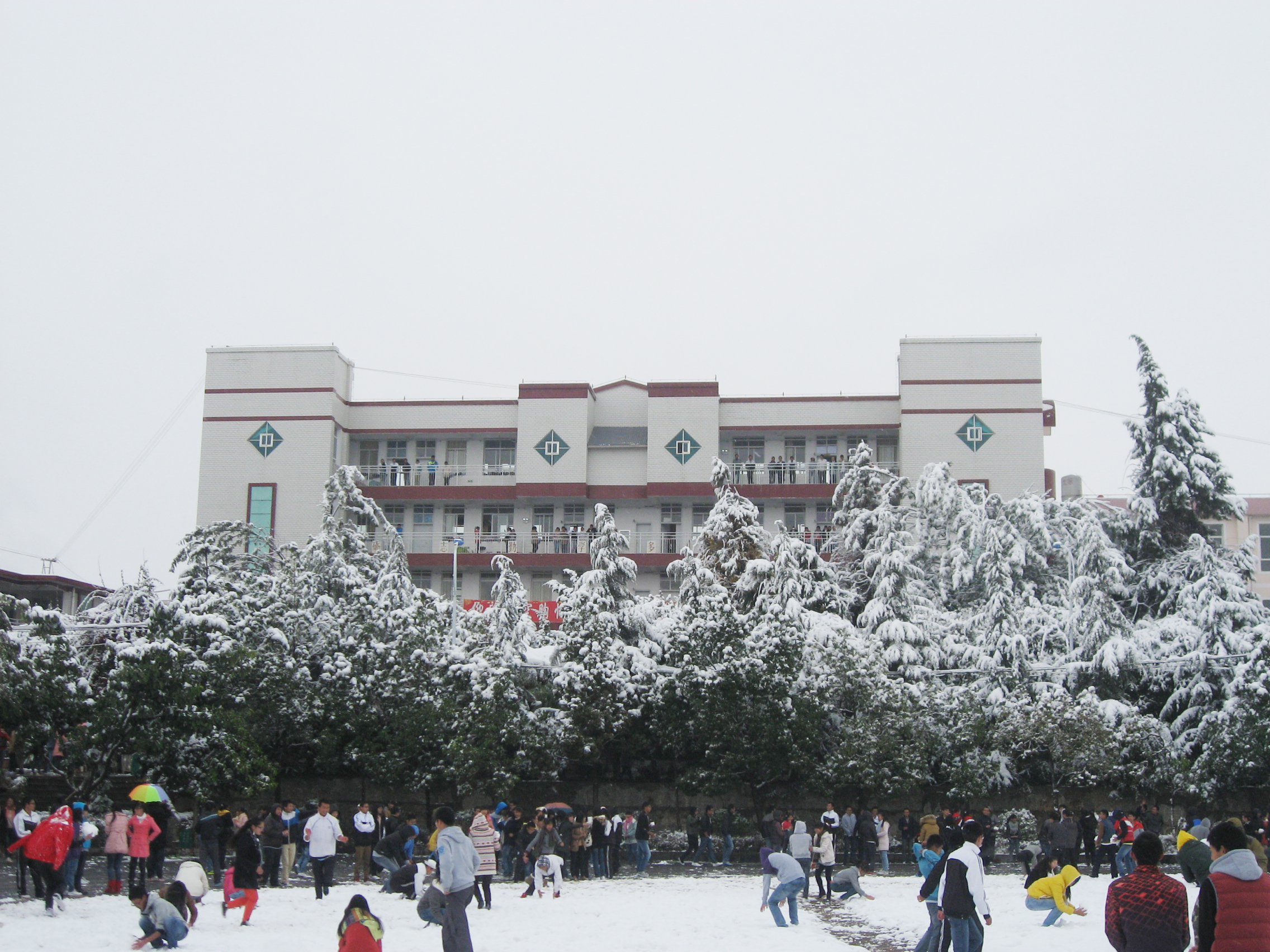
祥云四中老校区教学楼，2013年摄
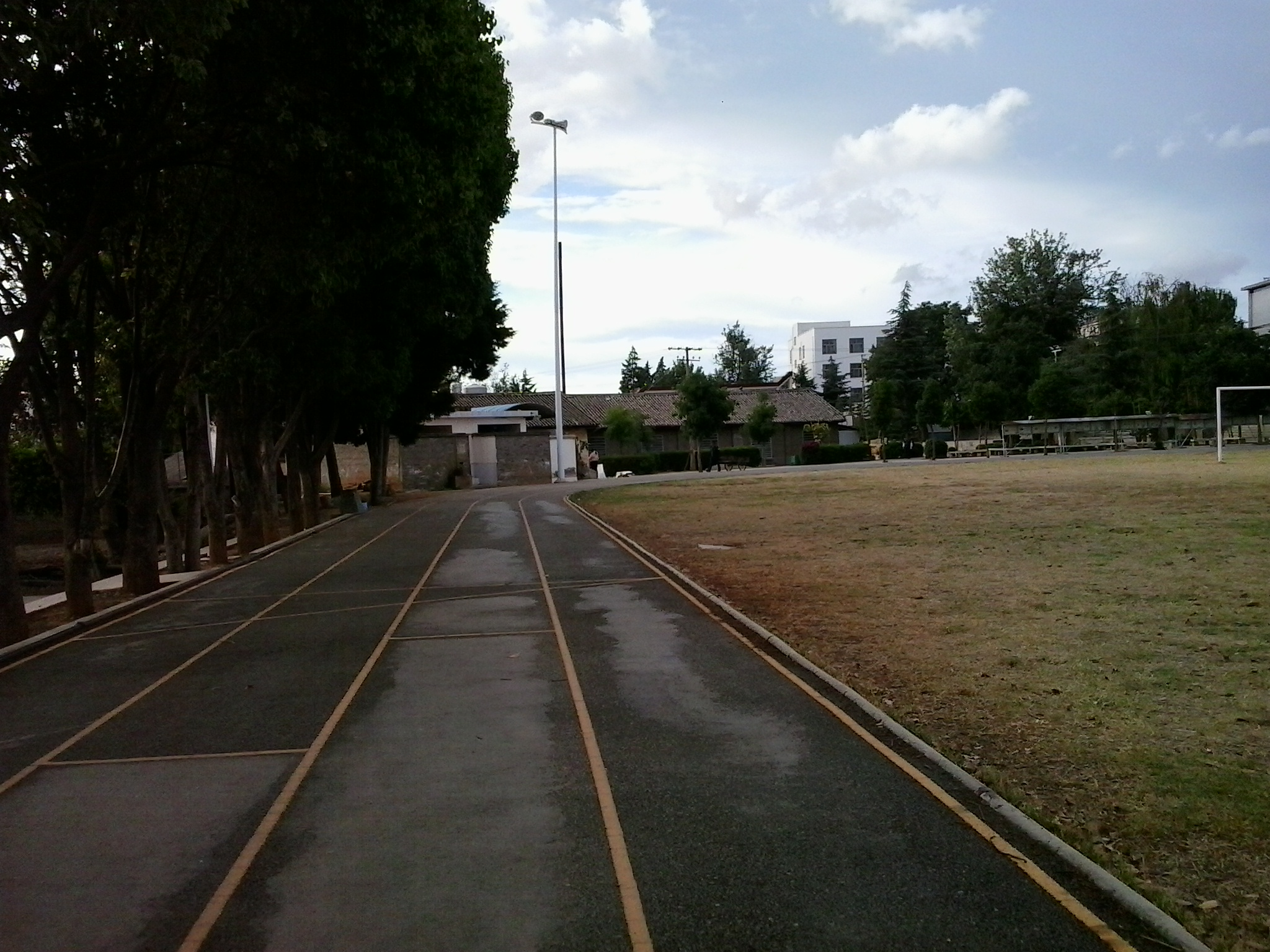
祥云四中老校区田径场，2015年摄
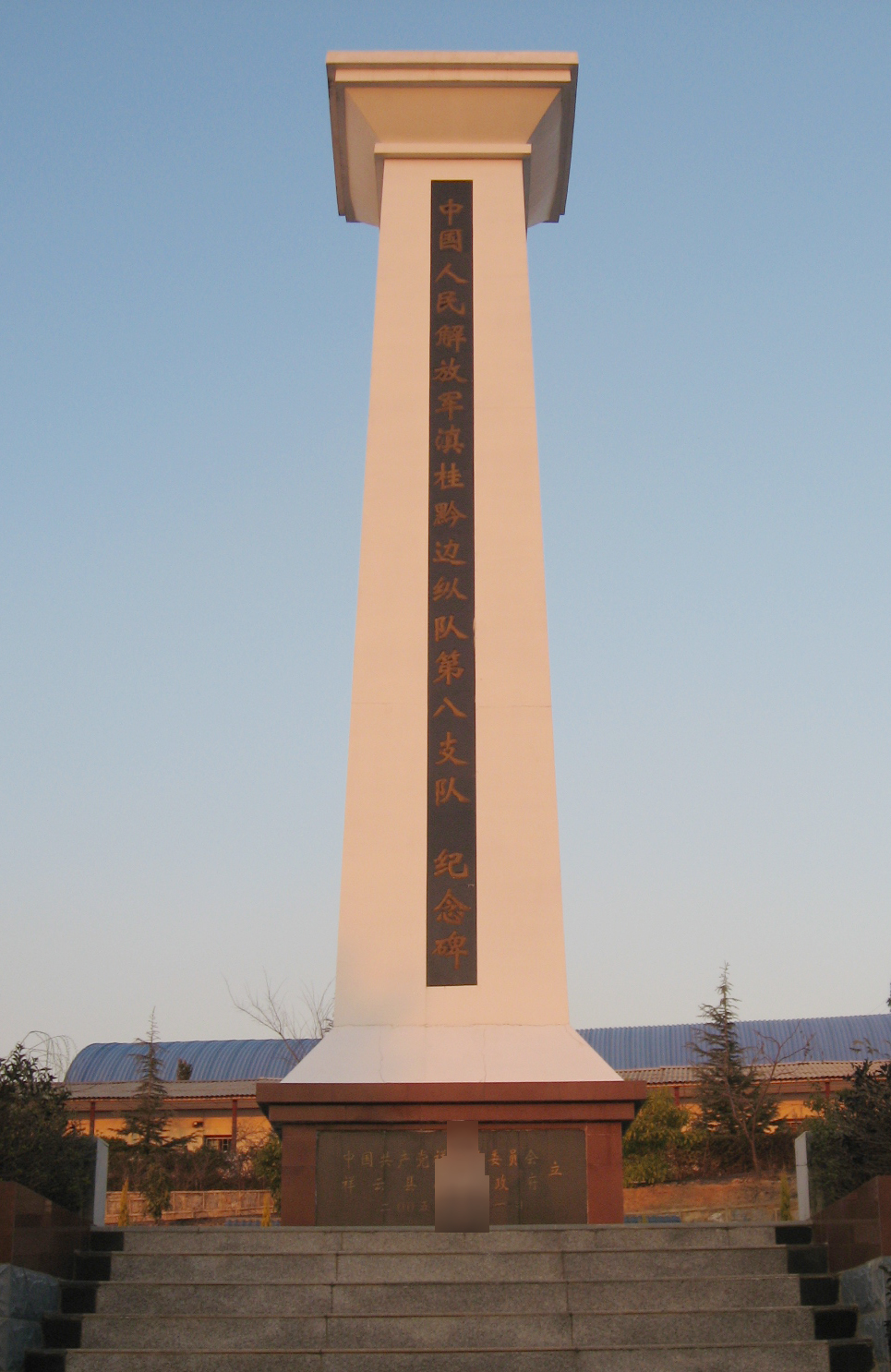
中国人民解放军滇桂黔边纵队第八支队纪念碑